# Колодезников, Степан Константинович
Степан Константинович Колодезников (20 февраля 1948 года, Баягантайский наслег Усть-Алданского района Якутской АССР, РСФСР, СССР, — 8 сентября 2021 года, г. Омск, Российская Федерация) — филолог, преподаватель якутского языка и литературы. Доктор педагогических наук, профессор.

## Биография
Родился 20 февраля 1948 года в Баягантайском наслеге Усть-Алданского улуса ЯАССР. 1975 г.  Закончил якутское отделение Историко-филологического факультета ЯГУ.  В 1979-1982 г.г. учился в НИИ национальных школ МП РСФСР. В 1982 году  защитил диссертацию на соискание ученой степени кандидата педагогических наук, а в 2001 году - на соискание ученой степени доктора педагогических наук. С 13 марта 1983 года  постоянно работает в Якутском государственном университете. С 1987 по 1992 год работал  заведующим  кафедрой методики и педагогики начального обучения педагогического факультета ЯГУ.  С 1992  по 2007 г.  заведовал кафедрой методики преподавания якутского языка, литературы и национальной культуры факультета якутской филологии и культуры. В настоящее время работает профессором кафедры методики преподавания якутского языка, литературы и национальной культуры ИЯКН СВ РФ.

#### Научно-общественная деятельность
В 1992 году открыл при Якутском государственном университете интенсивный курс якутского языка для зарубежных стажеров, у него якутскому языку обучаются стажеры из Австрии, Англии, Бразилии, Венгрии, Гайаны, Германии, Италии, Голландии, Канады, Кореи, Норвегии, Польши, США, Словакии, Турции, Франции, Финляндии, Чехии, Швейцарии, Швеции, Шотландии,  Японии и т.д. С.К.Колодезников ведет научное сотрудничество с Институтом ориенталистики Варшавского университета, Будапештским университетом имени Етвоша Лорана, Тюркологическим институтом Свободного немецкого университета в Берлине, Институтом тюркологии Майнского университета имени Ё.Гутенберга (Германия), университетом Британской Колумбии Канады, Сеульским университетом иностранных языков «Хангук», с университетом Гази (Турция), Туринским университетом (Италия). В 2005 году выступил с лекцией на тему «Зарождение и становление якутской литературы» в Свободном немецком университете в Берлине, в 2013 г. читал лекции о языковой ситуации  и языкового образования в Республике Саха ( Якутия) в Германских и Венгерских университетах. С.К.Колодезников является членом комиссии по руководству научно-исследовательской работой аспирантов и докторантов в Будапештском университете им. Этвоша Лорана Венгрии, и университете Британской Колумбии Канады. Под его руководством защитили докторские диссертации Чаба Мессарож в будапештском университете имени Етвоша Лорана (Венгрия) и Сьюзан Хикс в университете Британской Колумбии (Канада). Как член совета по филологии учебно-методического объединения по классическому университетскому образованию принимает активное участие в обсуждении и реализации Государственных стандартов государственного образовательного учреждения Высшего профессионального образования, в подготовке к переходу на европейскую систему высшего двухуровневого образования, составил по направлению «Педагогическое образование» магистерскую программу «Теория и методика полилингвального образования в полиэтнической мультикуультурной среде».  Член аттестационной комиссии СВФУ.

#### Награды и звания
Награжден нагрудными знаками «Отличник народного просвещения РФ» (1994), «Почетный работник высшего профессионального образования РФ»  (2006), «Учитель учителей Республики Саха (Якутия)» (2008), неоднократно поощрялся почётными грамотами и благодарственными письмами Министерства образования Российской Федерации, Республики Саха (Якутия), Министерства иностранных дел Российской Федерации.